# ホホジロザメ
ホホジロザメ（頬白鮫、Carcharodon carcharias）は、ネズミザメ目ネズミザメ科ホホジロザメ属に分類されるサメ。本種のみでホホジロザメ属を形成する。「白い死神」とも呼ばれる。別名ホオジロザメ。ホホジロザメの名称は日本魚類学会発行の『日本産魚類目録』に記載された標準和名である。

## 分布
亜熱帯から亜寒帯まで、世界中の海に広く分布している。北はアラスカやカナダ沿岸にも出現した記録がある。アメリカ合衆国や南アフリカ共和国、オーストラリア、ニュージーランドの周辺海域、地中海等で多く見られ、日本近海にも分布する。2009年には、メキシコとハワイの間の深海にホホジロザメが集う海域があるという研究結果が公表され、この海域は研究者たちによってホワイト・シャーク・カフェ（ホホジロザメ・カフェ）と呼ばれている。
日本では北海道から九州までの周辺海域で漁獲記録がある。かつては1971年に青森県西津軽郡深浦町沖の日本海で漁獲された記録が北限記録とされていたが、1985年5月30日には北海道渡島管内椴法華村（現：函館市）沖のマグロ大謀網で体長約540 cm、体重1200 - 1400 kgの個体が捕獲され、翌31日には後志管内古平町沖の定置網で体長約580 cm、体重約3 t（漁民談）が捕獲され、前者は北海道沖における初漁獲記録となった。

## 形態
側頭部（ヒトでは頬）が白いことが和名の由来。胸鰭裏側の先端部には、大きな黒斑がある。背側は濃灰色から黒色、腹側は白色で、体を側面から見ると、背側と腹側の色は1本の線ではっきりと分かれている。
体型はがっしりとした流線紡錘型で、尾鰭は上下の長さがほぼ等しい三日月型。平均的なホホジロザメの全長は4.0-4.8メートル、体重680-1,100キログラム。最大全長と体重に関しては諸説あり、一致した見解が無い。現在広く用いられている最大全長は6.0~6.4メートル、最大体重は2トン前後である。 ローザンヌ動物学博物館では、全長5.89メートルの現存する世界最大の雌のホホジロザメの剥製標本が展示されている。 推定値ながら、台湾沖やオーストラリア沖などで、切り落とされた頭部の大きさなどから全長7メートル以上、体重2,500キログラム以上と推定される個体が捕獲されたことがある。大きさや体型が似たウバザメが見間違われることもある（厳密には、ウバザメの方が大きい）。

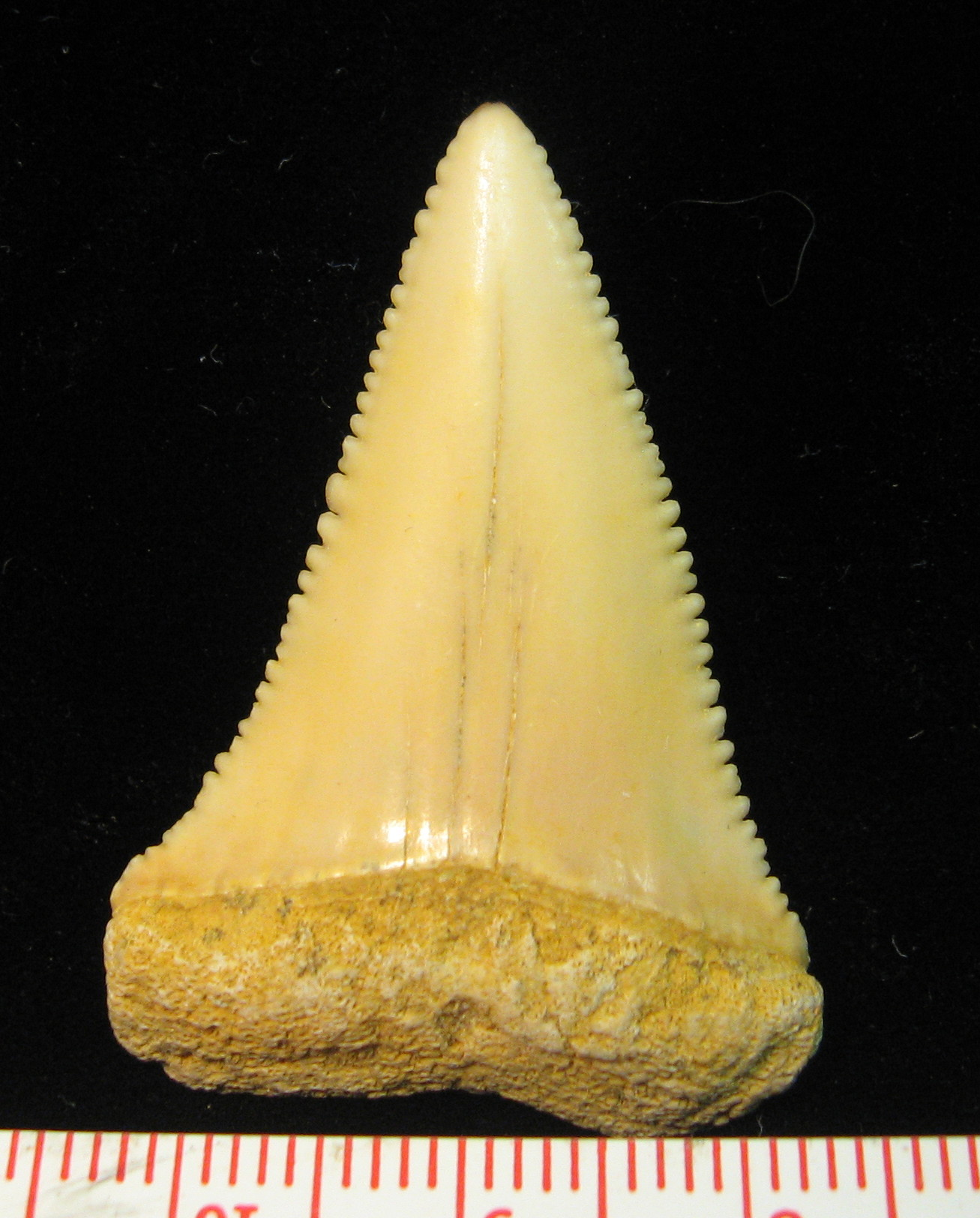
ホホジロザメの歯

歯は非常に鋭利な正三角形で、長さは7.5センチメートル、のこぎりのようなギザギザを持つ鋸歯（）状縁になっている。皮や筋肉を切断するのに適した形状で、ホホジロザメは獲物から一噛みで約14キログラムの肉塊を食いちぎるといわれている。歯列は3段あり、歯が1本でも欠けたり抜け落ちたりすると、すぐに後ろの歯列がせり上がってきて古い歯列を押し出す。これはサメ類に共通の特徴であり、歯は何回でも生え変わる。

## 生態

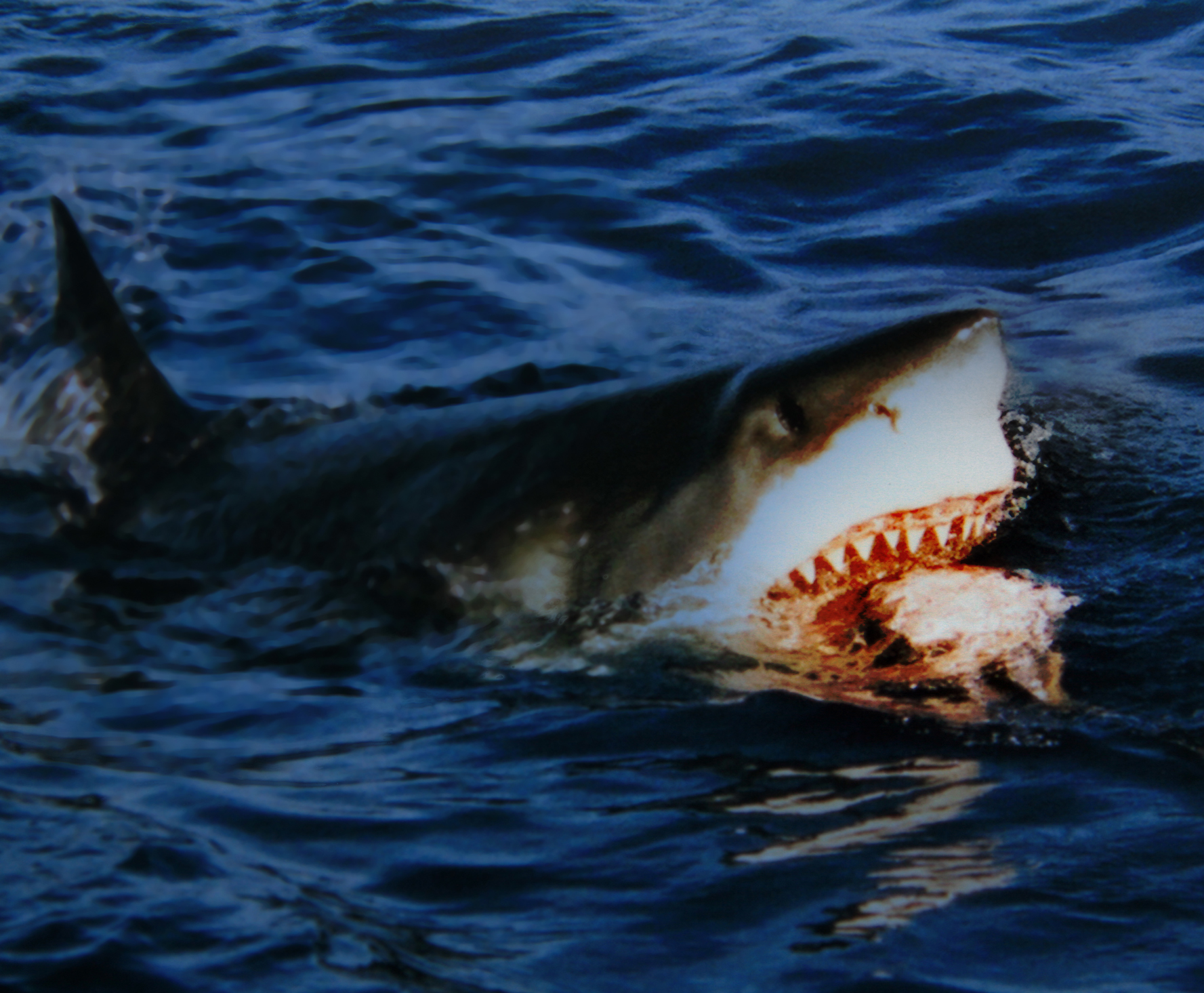
メキシコ・グアダルーペ島沖のホホジロザメ

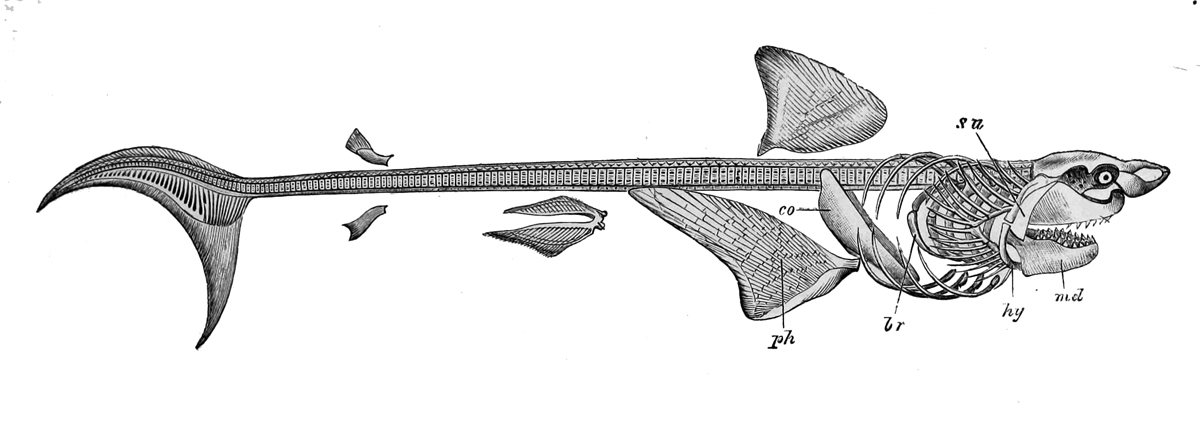
骨格図

主に沿岸域の表層付近を泳ぐ。沖合から海岸線付近まで近づくこともある。海表面近くにいることもあるが、250メートルより深いところにも潜る。アザラシやオットセイの繁殖地の周辺海域に集まることが多い。海面を泳ぎながら顔を出し、体を横に回転させながら口を開閉するrepetitive aerial gaping と呼ばれる行動が観察されるが、これは他のサメには見られないホホジロザメの特有の行動である。
奇網と呼ばれる毛細血管の熱交換システムが発達しているため、体温を海水温よりも高く保つことができ、軟骨魚類の中では高い運動能力を獲得している。普段はゆったりと泳いでいるが、最高時速は40キロメートル以上とされ、海面から体が完全に飛び出す高さまで跳躍することもできる。これほどの運動能力は、他のサメでは高速遊泳を行うことで知られるアオザメやオナガザメに見られる程度である。
シャチやイルカなどの海棲哺乳類の知能とは比べられないが、魚類の中でも高度な知能を持ち、学習能力に優れ、獲物を襲う際には過去の成功と失敗の経験を生かすと言われている。仲間内で多彩な行動を取り、獲物を分けるなど、社会性を示すような行動も確認されている。

### 食性
食性は動物食で、イルカやオットセイ、アザラシなどの海棲哺乳類を好み、魚類やイカ、海鳥も捕食する。クジラの死骸を食べることもある。また、ホホジロザメはよくエイを食べるが、エイの棘が内臓に引っかかることも珍しくない。体重の30%程の重量を食べると満腹になるといわれる。

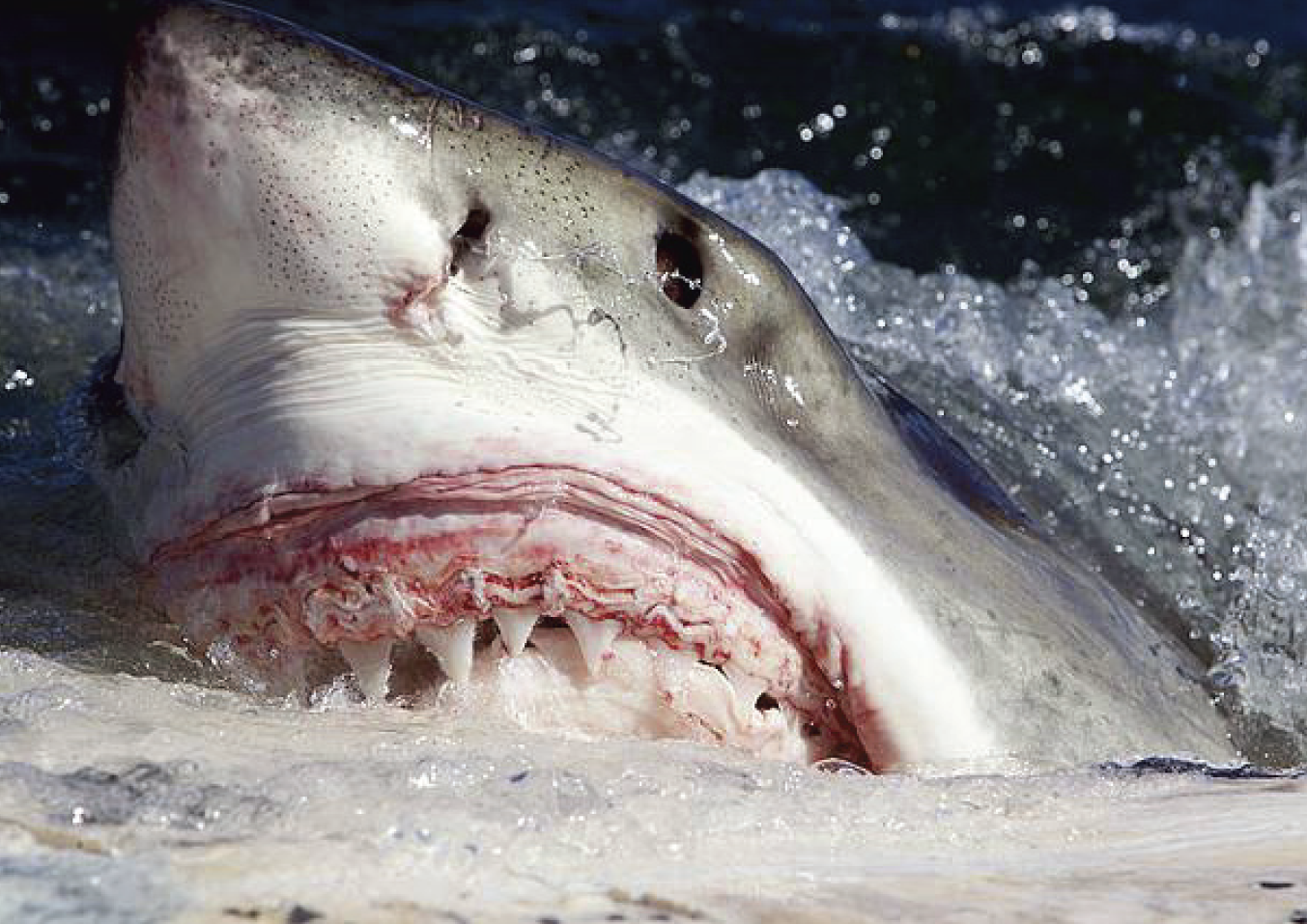
南アフリカ•フォールスベイで鯨の死体を食べるホホジロザメ。

硬骨魚類や鯨類は最高時速50キロメートル以上を出すことも珍しくないため、狩りの際は奇襲を仕掛けることが多い。南アフリカ沿岸のホホジロザメは、海面を泳ぐミナミアフリカオットセイを狙う際、海底側から高速で突進し、獲物に噛み付いたまま海面に飛び出す光景で知られている。
ホホジロザメは呼吸のため泳ぎ続ける必要があるが、常に高速を出すとエネルギーを消耗する。このため餌が豊富な海域では、尾鰭を止めてゆっくり泳ぎ、捕食する直前にスピードを上げる「待ち伏せ型」の行動が観察されている。
獲物を食いちぎる際、肉に刺さって欠けた歯を一緒に飲み込んで自身の内臓を傷つける場合があると言われている。獲物に喰いついて大ダメージを与えた後に放し、出血多量で死ぬのを待つ行動は、歯が折れるのを防ぐためだと考えられている。
グアダルーペ島周辺は水の透明度が高く、光の届きにくい深度でアザラシや深海のイカなどを捕食すると考えられている。この周辺でバイオロギングで調査を行ったところ、他の個体と一緒に行動し狩りの学習を行っていることが示唆されている。

### 繁殖
卵胎生で、子宮の中で卵から孵化した胎仔が、胎内に放出される未受精卵を食べて育つ母体依存型胎生であるが、妊娠初期は子宮ミルクを分泌する。現在確認されている中で、子宮ミルクを分泌するサメはホホジロザメのみである。
妊娠期間については知られていないが、雌は1度に2 - 15尾前後の子供を産む。産まれた子供は体長1.2-1.5メートルの大きさで、しばらくは魚を中心に捕食し、大きくなると大型魚類や海棲哺乳類を襲うようになる。

### 天敵
天敵はシャチ・他の大型のサメである。大型のサメは比較的小型のホホジロザメを捕食することもあり、また、同じホホジロザメ同士で、より大型の個体が小型の個体を捕食することもある。
シャチはサメをはじめとした軟骨魚類を襲う際に、身体をひっくり返らせて擬死状態に陥らせ、抵抗できなくしてから捕食する。

## 分類

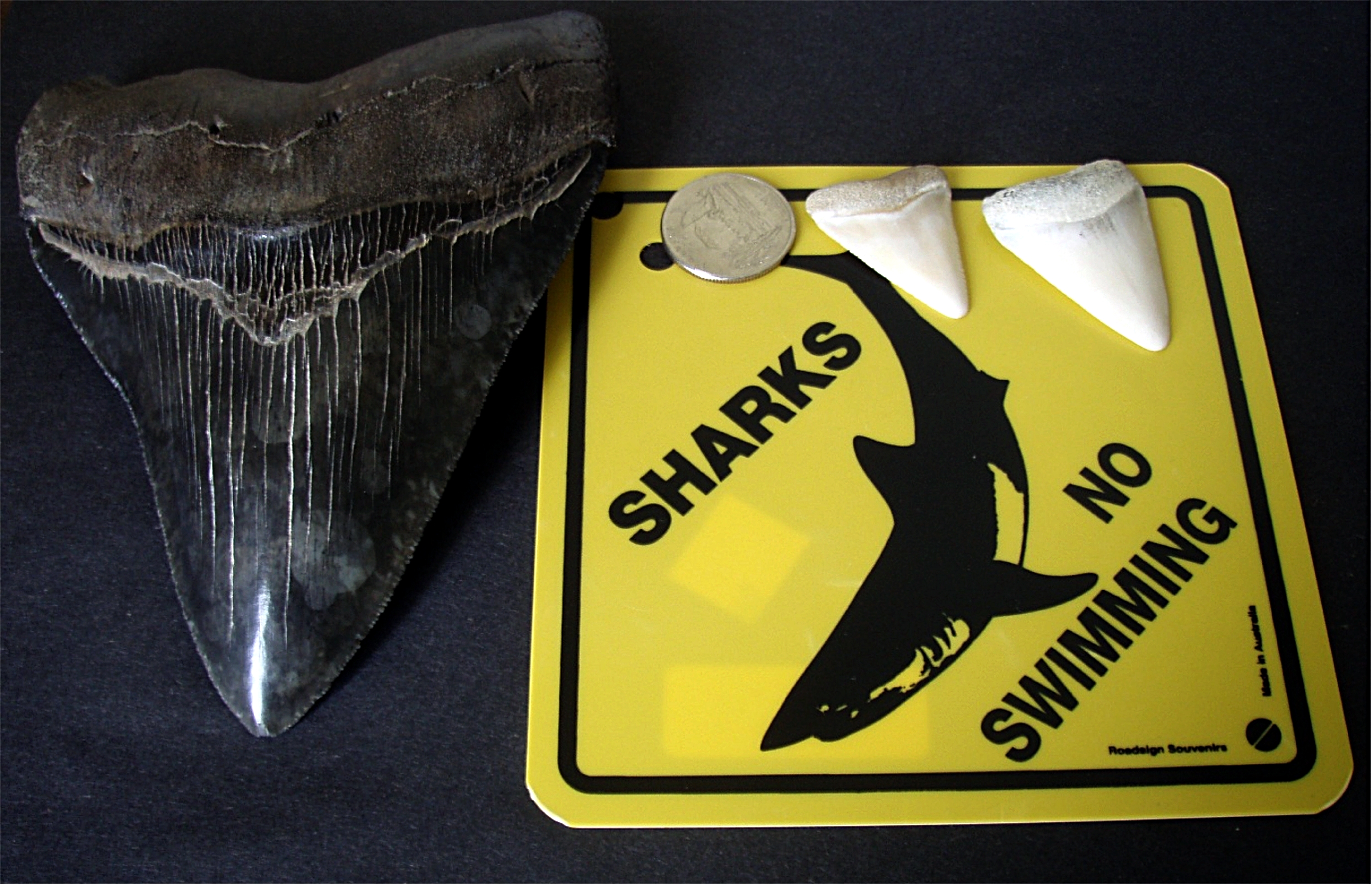
左から、メガロドンの歯化石、1ドル硬貨、ホホジロザメの歯

ホホジロザメ属 Carcharodonの現生種は、ホホジロザメ C. carcharias 1種のみ。
- メガロドン Carcharodon megalodon
絶滅種。カルカロドン・メガロドン（あるいは単にメガロドン）と学名で呼ばれることも多い。歯の化石しか見つかっていないが、推定全長13メートル、ジンベエザメに匹敵する大きさの巨大な捕食者だったと考えられている。ただし、まだ学問的に完全に決着がついたと言える状況ではないものの、近年では本種との関係性自体否定され、学名も Carcharocles megalodon またはOtodus  megalodonを支持する場合が多い。

## 人間との関係

人間とホホジロザメの大きさの比較

ホホジロザメは、サメの中でも人を襲った記録が多く、スティーヴン・スピルバーグ監督の出世作である映画『JAWS』に登場するサメのモデルとされたことから、英語圏でMan eater sharkという俗称がつくほどに「人喰いザメ」のイメージが定着した。サメの中では世界最大のジンベエザメと並んで一般によく知られ、「サメ」と言えば、大口を開けたホホジロザメがイメージされることも多い。
巨大な体、大きな顎、鋭い歯をもち、泳ぐのが速く、獲物の探知に優れているなど捕食者としての能力の高さの上に気性も非常に荒いことから、襲われれば最も危険なサメであり、世界中で死傷事故が発生している。
サーフィンの最中や、貝などの漁で潜水しているとき、海水浴場での遊泳中に襲われる場合が多い。噛み付かれると致命傷になることがしばしばあり、死に至らなくとも手足を切断されるような重傷を負うことがある。サメにより人が襲われる事故は、例えばオーストラリアだけで1791年から2006年までの約200年間に668件が発生しており、その内191人が死亡している。

### 人を襲う理由
低水温に耐えられるホホジロザメは、温帯から亜寒帯の広い海に生息し、時期によっては亜熱帯海域にまで進出する。さらに沿岸域の浅い所で生活し、昼行性であるため、サメと人の活動が重なる機会の多さが、事故の起きる要因になっている。
空腹でない限りは何も襲わず、こちらから危害を加えなければ何もしてこないと考えられているが、主食となるアザラシと、水中にいる人間を見間違えて襲っているという見解がある。ホホジロザメが人を襲う理由は、獲物にアザラシやオットセイなどの海生哺乳類が多く、サーフィン時の人間の動きや、ウェットスーツを着て足ヒレを動かす姿が、サメからはアザラシの輪郭と同じに見えるためだと考えられている。
サメ事故の予防策としては
- 目撃情報や生息情報のある危険海域に近づかない。
- 光を反射するアクセサリーや飾りの付いた水着の着用は避ける。これは釣りに使われるルアーと同じく、サメを誘き寄せてしまう効果がある。
- 色の明暗がある水着やサーフボードを利用する。黒と白の縞模様など、なるべく明るい色の入ったものが望ましい。鮫は明暗が分かるので、アザラシなどと勘違いされることを避けることができるとされている。
- 海中での排尿・排便を避け、怪我や月経による出血がある場合は泳がない。鮫は嗅覚がとても優れているので、臭いに寄って来る可能性がある。

などが挙げられるが、狂暴でない個体が突然人を襲う例もあり、サメが人を襲う根本的な理由はわかっていないため、ホホジロザメに限らずサメ類による事故の予防には、サメとの遭遇そのものを避けることが重要になる。

### 世界のホホジロザメによる事故
「人食いザメ」のイメージから、他種のサメによる事故と混同される例もあるが、1876年から2004年の間に確認された人身事故は224件あり、その内63件が死亡事故である。場所別に見ると、アメリカ合衆国西海岸が最も多く84件（うち死亡事故7件）、次が南アフリカで47件（同8件）、3番目はオーストラリアで41件（同27件）。他に、地中海やニュージーランドでの被害も多い。上記のデータは国際サメ被害目録によるものであり、他にも下記のような事故が起きている。

### 日本のホホジロザメによる事故
- 1992年（平成4年）3月8日[15] 愛媛県松山市堀江町沖（瀬戸内海・堀江湾）[16]

水深20メートルの海底でタイラギ漁を行っていた潜水夫の男性（当時41歳）がインターホンで所属漁船に「早く上げてくれ」と救助を求めたが、船長らが命綱を引き上げたところ命綱は途中で切断されており、また男性の姿はなく、彼が着ていた潜水服（胸の部分で引きちぎられていた）とヘルメットだけが浮上した[15]。またこの現場近くでは同年2月14日、彼の弟も体長5 - 6メートルのサメにヘルメットを噛まれていた[16]。潜水服とヘルメットの接合部分の金具からサメの鋸歯の一部が発見され[17]、仲谷一宏（北海道大学水産学部助教授）の鑑定により、この歯は体長約5メートルのホオジロザメの歯であると断定された[18]。男性は同年12月4日までに第六管区海上保安本部により、家族から出されていた死亡認定届によって死亡が認定され[19]、翌1993年（平成5年）1月8日付で松山労働基準監督署から労災補償請求が認定されたが、労働省（現：厚生労働省）労働基準局補償課によれば、サメの襲撃による死亡が労災認定を受けた事例は初とみられる[20]。
この事故以前にホホジロザメが瀬戸内海で目撃された事例は少なく、また瀬戸内海にはイルカやアシカなどホホジロザメの主食となる海棲哺乳類も少ないことなどから、男性を襲撃したホホジロザメは元から瀬戸内海に居着いていたわけではなく、黒潮に乗って偶然瀬戸内海に入り、男性を襲撃した後で太平洋へ出た可能性が指摘されている[21]。
この事故後には当時、来島海峡で進められていた来島大橋のケーソン敷設工事で潜水員による海底作業が中止されたり、沿岸漁協が貝類の潜水漁業の出漁を見合わせたりするなどの影響が見られた一方、愛媛県や松山海上保安部、愛媛県漁連などがサメ捕獲作戦を決行したが[22]、サメの捕獲には至らなかった[23]。この事故に端を発するサメ騒動の影響で、1992年夏は瀬戸内海沿岸の海水浴場で海水浴客が減少した一方、琵琶湖や西日本各地の河川、日本海側の海水浴場では海水浴客が増加しており、従来なら瀬戸内海方面へ海水浴に出かけていた海水浴客がそれらの水域へ移行したものとみられている[24][25]。
- 1995年（平成7年）4月9日 愛知県伊良湖沖[26]（伊良湖水道[27]）
渥美郡渥美町中山（現：田原市中山町）の沖合約1 kmの海中[28]（伊良湖国民休暇村沖2 -3 kmの中山水道、水深約25 m）で発生[29]。10時15分ごろ、潜水して白ミル貝漁をしていた男性（当時46歳）がサメに右腕から腹部にかけて上半身の右側3分の1を食いちぎられ、失血死した[28]。鑑定などの結果、サメは顎の幅40 cm以上、全長5メートル程度の巨大なホホジロザメと断定されている[30]。
この事故の後、仲間の漁師らが前述の松山沖サメ事故の際になされたサメ捕獲方法を参考に延縄を用いたサメの捕獲作戦を決行し[31][32]、同年5月まで作戦が決行されたが、捕獲には至らなかった[33]。また事故がきっかけで、地元では渥美潜水組合の組合員数が事故前の約90人から約60人（1996年4月時点）に減少するなどの影響がみられた[33]。

いずれの事例も潜水方式がヘルメット潜水であり、よってたしかに襲撃の様な突発事態には弱いが、しかし同潜水方式にて海底にへばり付いてサメをやり過しヘルメットを噛まれたものの獲物とは認識されず、サメが去って行き、無事を得たケースもある。

### ホホジロザメの目撃例

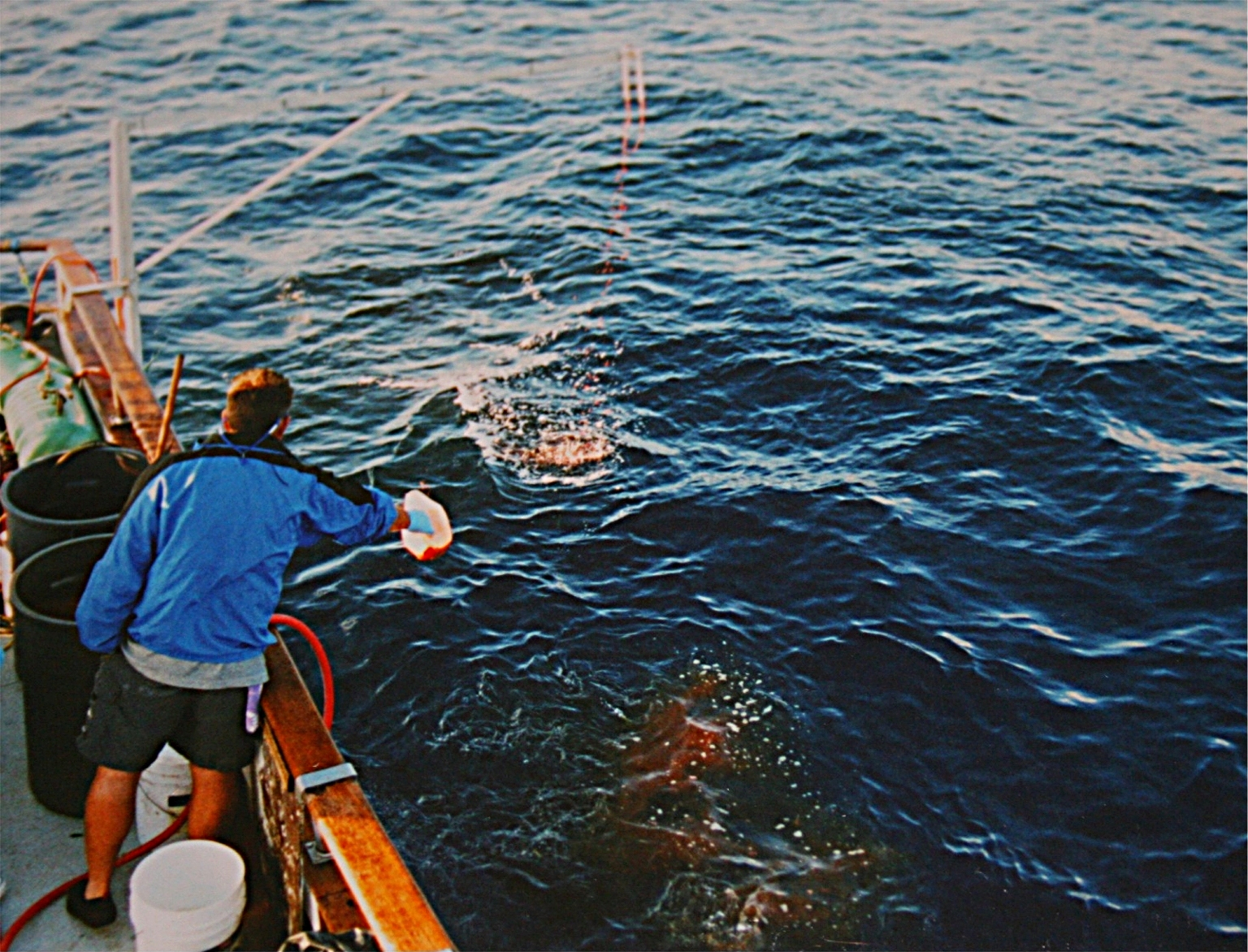
ホホジロザメを撮影するスタッフたち。人が入ったケージを海に落とすところ。

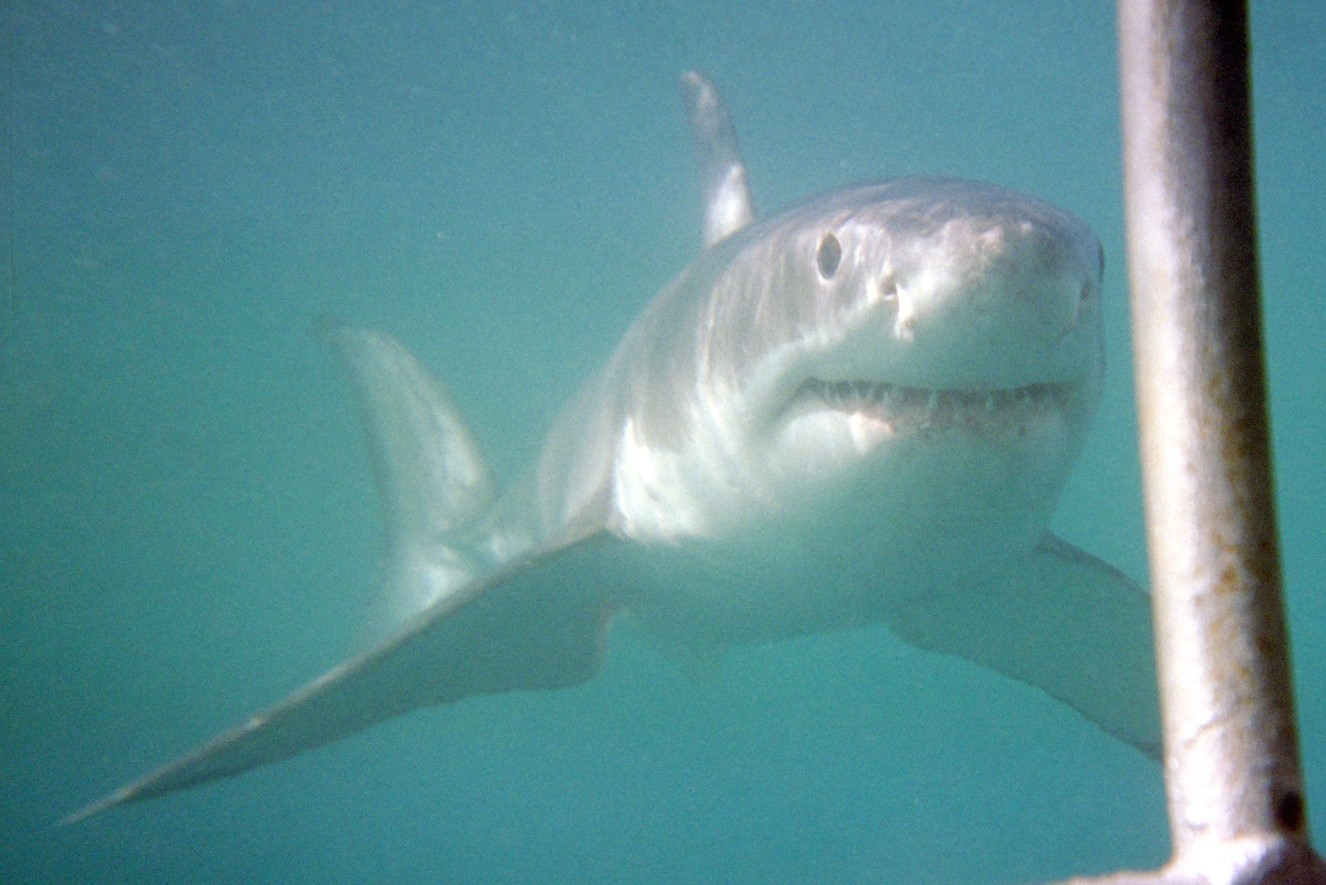
ケージの中から撮影されたホホジロザメ

- 1999年7月9日 山口県光市
光市の戸仲漁港や隣接する室積海岸一帯で大型サメの目撃情報が相次ぎ[34]、全長約5.3メートル、体重約3トンの巨大なホホジロザメが捕獲され[35]、室積海岸に引き上げられた[36][34]。当時、室積海岸では海水浴場の安全祈願祭を翌日に控えていたところだった[35]。この騒動後、「捕獲された以外にサメがいないという確証がない」などの理由から山口県の瀬戸内海沿岸の海水浴場で子どもの夏休みの行事が中止になるなどの動きが相次ぎ[37]、光市内の室積海岸や虹ヶ浜海水浴場では海水浴客が激減した[38]。
- 2005年10月26日 神奈川県川崎市千鳥運河
雄としては世界最大級とされる体長4.8メートルの屍体が発見された。現在この屍体は剥製標本となり、川崎市東扇島の川崎マリエンで展示されている[39]。

### 飼育

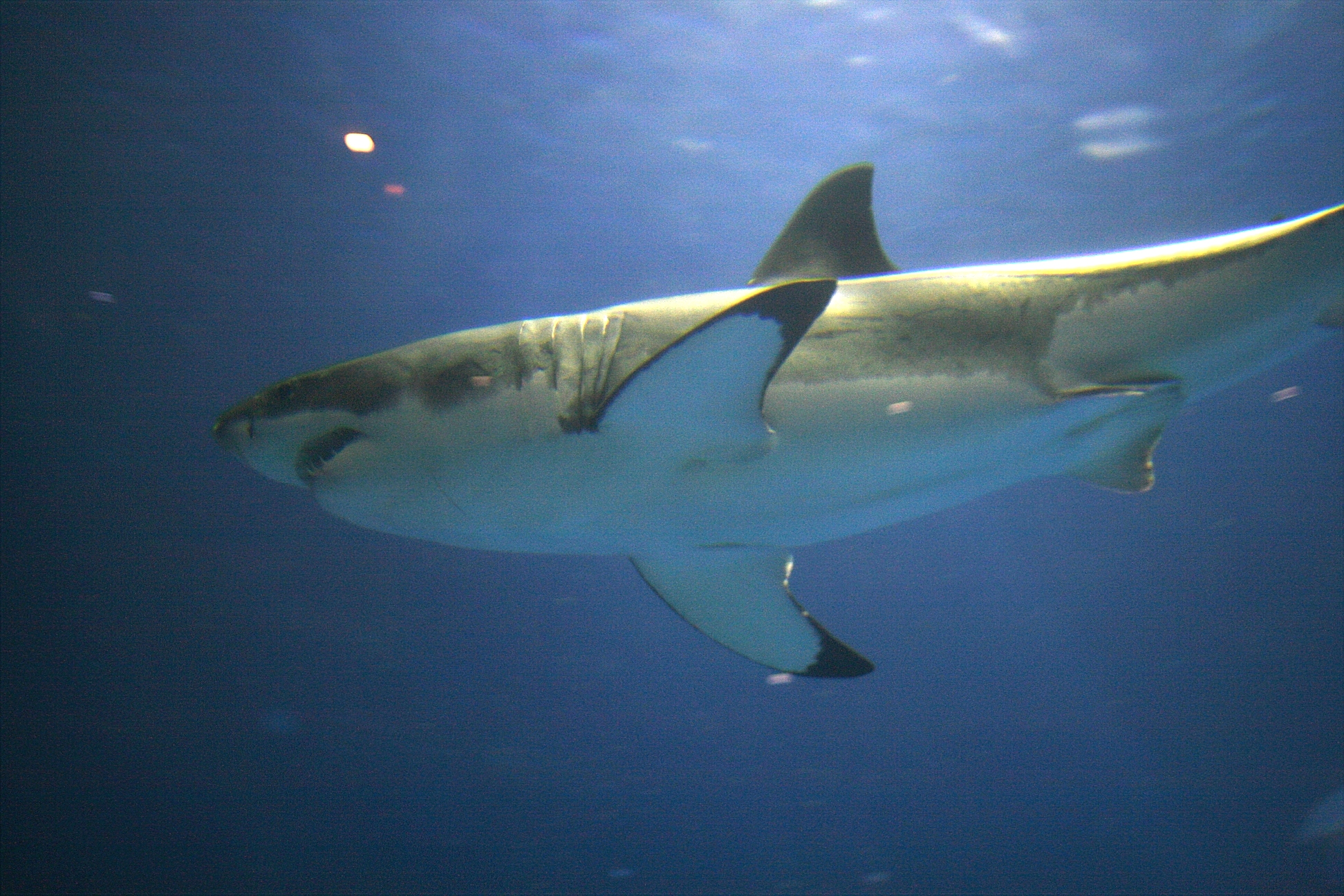
モントレー湾水族館のホホジロザメ（2006年9月）

アメリカ、日本、オーストラリアなど世界中の水族館や研究施設がその飼育を試みているが、常時動き続けなければ生存できないなど飼育は非常に難しいとされ、生体を飼育・展示している水族館は2024年現在一か所もない。
アメリカではカリフォルニア州にあった水族館が小型のホホジロザメを1955年、1980年、1981年に搬入したが最大で7日間、ワイキキ水族館では1961年に4mの個体を2日間、フロリダ州の水族館では1962年12月に2.4mの個体を1日半飼育した記録がある、シーワールド・サンディエゴでは1969年に約1.9mの個体を8日間をはじめ1981年までに30個体、最長16日の飼育記録を残した。1994年にも10日間の飼育した。スタインハート水族館では1984年までに6個体を飼育し、うち1980年8月12日に搬入した2.3mの個体を5日間飼育した。モントレー湾水族館では1984年から2011年までホホジロザメを数個体飼育展示し、最長で若い雌を198日間飼育したが、その後この個体は海へ返されている。飼育を断念したのは、成長に従って水槽内の他の魚への危険が増したためであると水族館側は説明している。
2016年1月5日より沖縄県の沖縄美ら海水族館が読谷村沖の定置網にかかった体長約3.5メートルのオスの成体を飼育・展示し、成体では世界初の展示例となったが、その個体は3日後の1月8日に死亡した。
日本ではほかに、島根県立しまね海洋館で2002年に幼体を4日間、大分マリーンパレス水族館「うみたまご」で2004年に1日飼育したことがある。
オーストラリアでは1968年、1974年、1984年にオーシャンワールドマンリーが最大10日間、1976年にゴールドコーストにあるシーワールドが1日、1998年にアンダーウォーターワールドが2日という飼育記録がある。
台湾では1997年に胎児を8匹飼育したが1日で死亡、南アフリカのダーバン水族館では1968年と1978年に小型のホホジロザメの飼育を試みたが両個体とも1日以内に死亡している。
その他、アメリカやトルコの民間人が飼育を試みたが長期飼育には至っていない。

### 食用
人間にとっては非常に危険な種だが、他のサメ類と同様に食用に出来る。食べた人の感想によると、少し筋っぽいが味や食感は豚肉のロースに似ており、悪くないという。しかし釣り上げた際に釣り糸が切れて暴れ、漁師のケガに繋がるリスクを考えると食材としての価値が低く、市場に流通することはない。
仲谷は北海道の定置網業者から聞いた情報として、北海道の日本海側では年に数頭のホホジロザメが定置網で漁獲されるが、商品価値が極めて低いことから沖合で処分されるため、滅多に一般人の目に触れることはないと述べている。